# Nierembergia tucumanensis
Nierembergia tucumanensis är en potatisväxtart som beskrevs av Millan. Nierembergia tucumanensis ingår i släktet Nierembergia och familjen potatisväxter. Inga underarter finns listade i Catalogue of Life.